# Frontière technologique
La frontière technologique désigne le niveau le plus avancé de la recherche technologique à un moment donné. Elle peut se définir comme l’ensemble des technologies (combinaison des facteurs de production) existantes les plus efficaces. La frontière technologique mondiale évolue grâce au progrès technique, et donc à l’investissement en recherche et développement (R&D). 

## Concept
La frontière technologique renvoie aux dernières découvertes dans les secteurs technologiques. Il s'agit des innovations les plus récentes. Un pays ou un laboratoire de recherche est situé à la frontière technologique lorsqu'il est en situation de « faire avancer » la science. La frontière technologique s'oppose donc au rattrapage technologique.
La proximité à la frontière technologique peut être calculée pour chaque pays afin de connaître leur position dans le domaine de la recherche mondiale. Elle peut être calculée à partir du nombre de dépôts de brevets triadiques, ou le ratio de la productivité scientifique d'un pays à celle d'un pays considéré comme étant à la frontière. La proximité à la frontière technologique est courante chez les pays qui ont les personnels scientifiques les plus qualifiés. La proximité à la frontière technologique est ainsi une fonction positive du pourcentage de diplômés du supérieur dans la population active.
Les États-Unis et le Japon sont des pays très régulièrement au bord de la frontière technologique. Afin de survivre dans la concurrence nationale et internationale, certaines entreprises doivent constamment se rapprocher de la frontière technologique. Les pays à la frontière ont donc un avantage compétitif certain.